# James Captain-serie
De James Captain-serie is een serie lichte motorfietsen die het Britse merk James produceerde van 1949 tot 1966. 

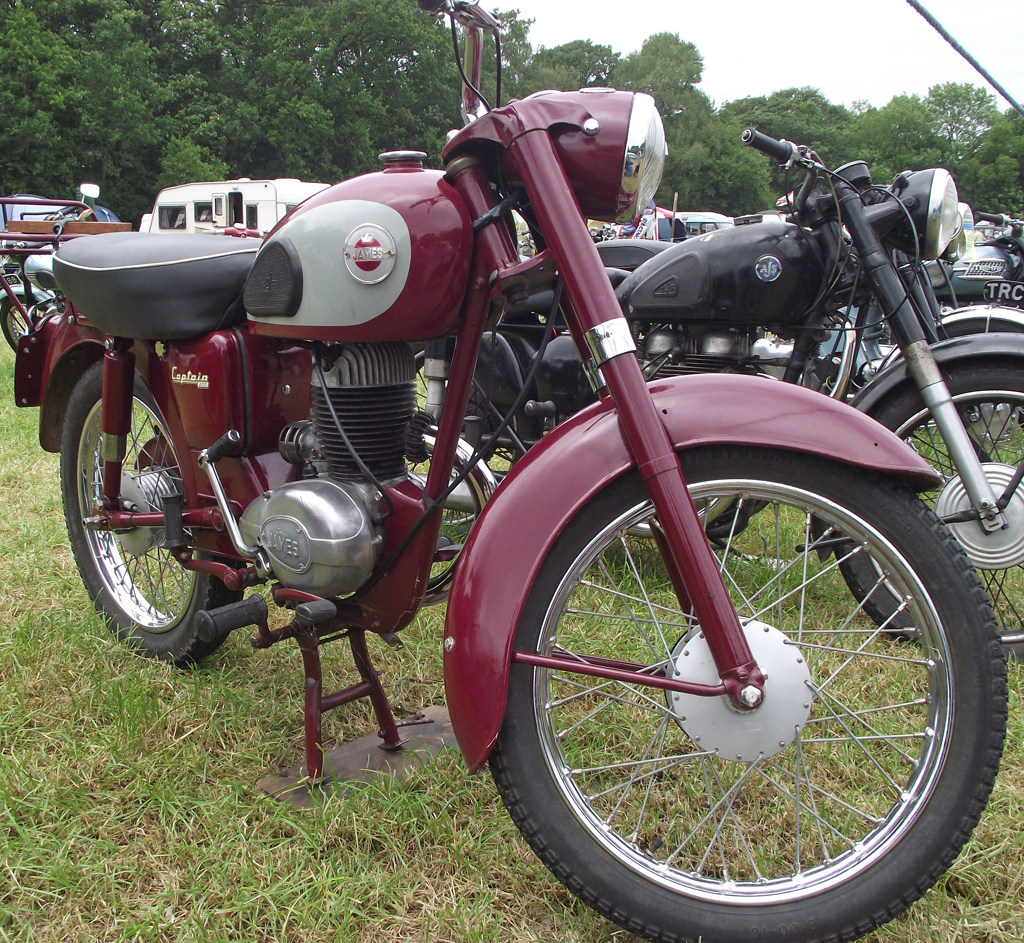
James Captain K7

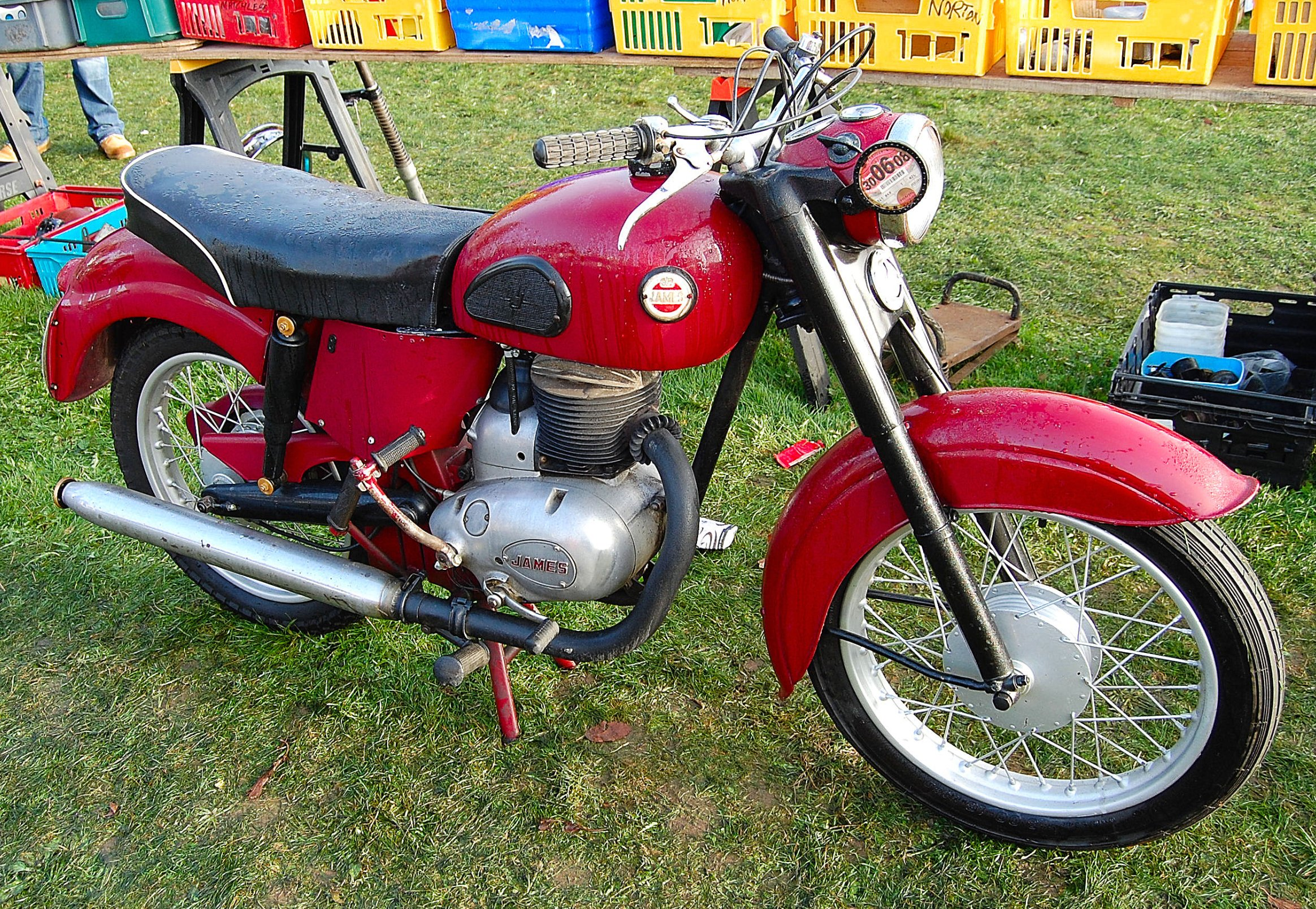
James Captain L20

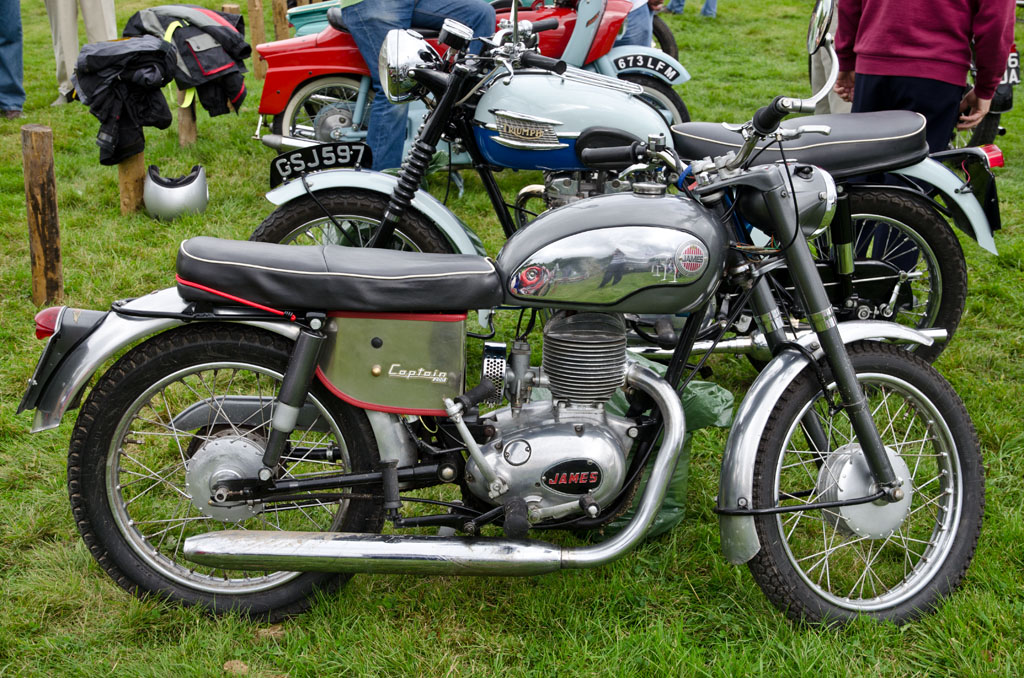
James Sports Captain L20S uit 1961

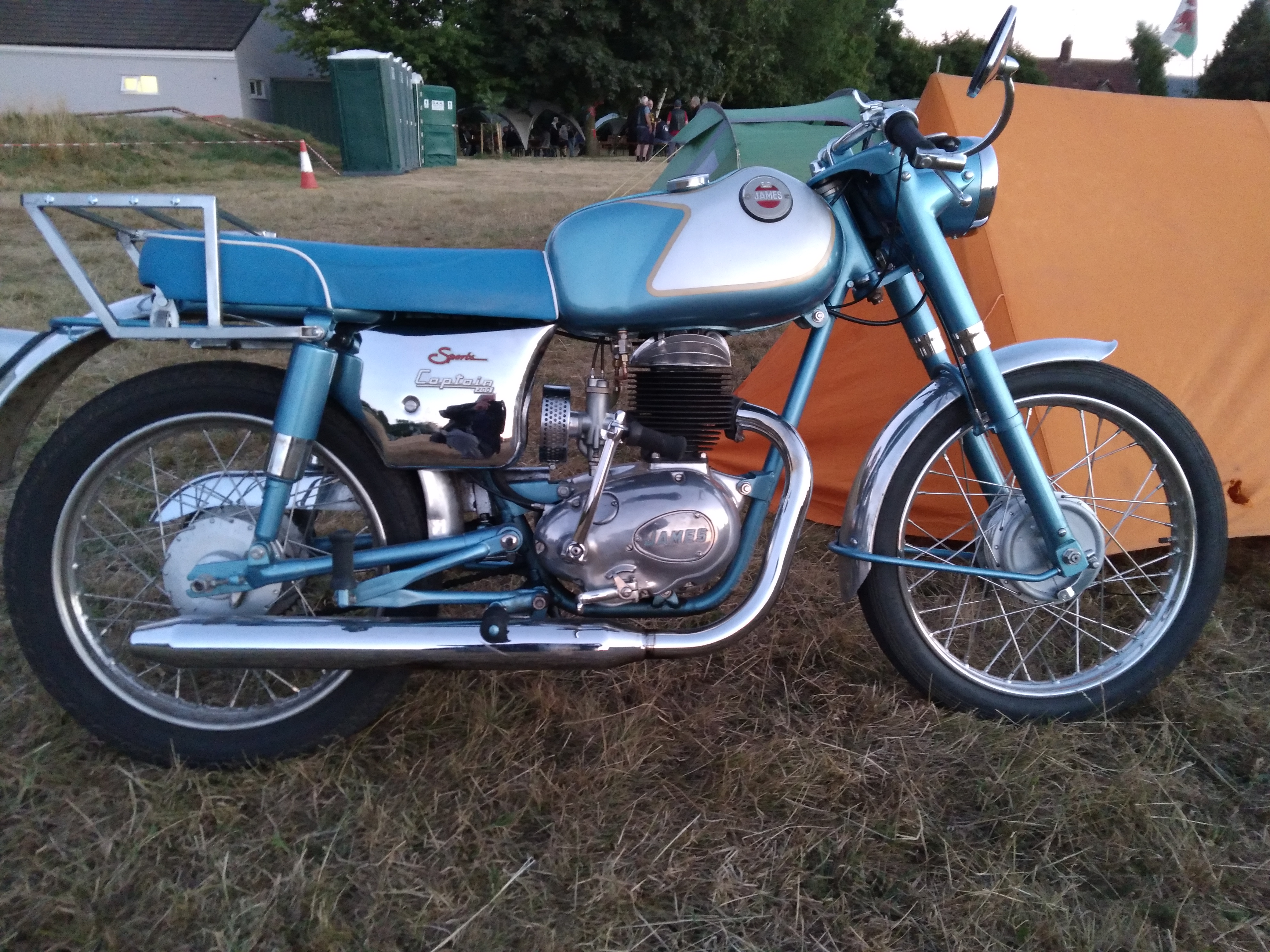
James Sports Captain L20S uit 1966

## Voorgeschiedenis
James had na de Tweede Wereldoorlog de productie van motorfietsen weer opgestart met de James M.L. (Military Lightweight), die vanaf 1943 al aan de Britse troepen was geleverd. Door de onverkochte restanten in civiele kleuren te spuiten kon men nog ca. 2.000 motorfietsen verkopen. In 1946 stofte men ook het vooroorlogse ontwerp van de autocycle op en verscheen de James Autocycle Deluxe. 

## 1949
In 1949 was men in samenwerking met inbouwmotorenleverancier Villiers klaar om vier nieuwe modellen te lanceren: de 98cc-James 1F en 1F Deluxe (met Villiers 1F-motor), de 125cc-James 10D Deluxe (met Villiers 10D-motor) en de 200cc-6E Deluxe met Villiers 6E-motor. 

## 6E Deluxe
De vier nieuwe modellen leken veel op elkaar, maar de term "Deluxe" sloeg niet per se op veel luxe. Ze werd gebruikt voor machines met een grotere koplamp met ingebouwde ampèremeter, een klein, verchroomd logo op de punt van het voorspatbord en een bagagedrager. Bovendien kregen de Deluxe-modellen accuverlichting die bleef branden als de motor uit stond. De 6E Deluxe had een middenbok, terwijl de meeste "luxe"-modellen voor- of achterwielstandaards hadden. De machine had nog een eenvoudige, ongedempte girdervork en geen achtervering. 

## Captain Deluxe en Captain Standard
In 1950 schakelde James voor alle modellen af van de Villiers-motoraanduidingen. De 1F (Deluxe) werd James Comet, de 10D Deluxe werd James Cadet en de 6E Deluxe werd James Captain Deluxe. Deze kreeg een iets modernere voorvork, een telescoopvork geleverd door Dunlop met rubbervering in plaats van een schroefveer en de machine kreeg nu zowel een voor- als een achterwielstandaard. Verder hoorden een elektrische claxon, bagagedrager, verchroomde strip over de tank, koplamp met ampèremeter en een zilverkleurige strip over het achterspatbord om de bedrading van het achterlicht te verbergen tot de standaarduitrusting. De Captain Standard was uitgevoerd met een middenbok, met een kleinere koplamp en zonder bagagedrager. In 1951 kregen beide modellen een normale telescoopvork met schroefveren. Het merk was inmiddels overgenomen door Associated Motor Cycles en daar was men prima in staat goede voorvorken te maken. Beide modellen waren in de James-kleur bordeauxrood gespoten. De productie eindigde in 1953, toen beide modellen werden opgevolgd door de Captain K7.

## Captain J8 Deluxe
De Captain J8 Deluxe verscheen ook al in 1950, maar dit was een echt luxe model met plunjervering achter. Verder had de machine alle kenmerken van de Captain Deluxe. In het laatste jaar van zijn bestaan (1953) kreeg de Captain J8 Deluxe de Villiers Mk 8E-motor met - nog steeds - drie versnellingen. 

## Captain K7
De Captain K7 kwam in 1954 op de markt en was veel moderner vormgegeven dan zijn voorgangers. Zo had de machine een duozadel en een swingarm-achtervering met twee veer/demperelementen. 

## Captain L20 en Sports Captain L20S
Met de komst van de Captain L20 in 1960 werden de Villiers-motoren vervangen door eigen tweetakten van AMC. Ook stapte men af van de huiskleur bordeauxrood: de L20 werd in 1960 geleverd in Caribbean Blue met verchroomde tankflanken. De Sports Captain L20S

## Technische gegevens
| James                  | E6 Deluxe                                         | Captain Deluxe                                                                  | Captain Standard                                                                | Captain J8 Deluxe                                                               | Captain K7                                                                                  | Captain L20                                       | Sports Captain L20S                               |
| ---------------------- | ------------------------------------------------- | ------------------------------------------------------------------------------- | ------------------------------------------------------------------------------- | ------------------------------------------------------------------------------- | ------------------------------------------------------------------------------------------- | ------------------------------------------------- | ------------------------------------------------- |
| Periode                | 1949                                              | 1950-1953                                                                       | 1950-1953                                                                       | 1950-1953                                                                       | 1954-1959                                                                                   | 1960-1966                                         | 1961-1966                                         |
| Categorie              | Toermodel                                         | Toermodel                                                                       | Toermodel                                                                       | Toermodel                                                                       | Toermodel                                                                                   | Toermodel                                         | Toermodel                                         |
| Motor                  | Villiers Mk 6E                                    | Villiers Mk 6E                                                                  | Villiers Mk 6E                                                                  | Villiers Mk 6E, in 1953: Villiers Mk 8E                                         | 1954-1957: Villiers Mk 8E 1958-1959: Villiers Mk 10E                                        | AMC 20T                                           | AMC 20TS                                          |
| Motortype              | Tweetakt                                          | Tweetakt                                                                        | Tweetakt                                                                        | Tweetakt                                                                        | Tweetakt                                                                                    | Tweetakt                                          | Tweetakt                                          |
| Bouwwijze              | Dwarsgeplaatste luchtgekoelde staande eencilinder | Dwarsgeplaatste luchtgekoelde staande eencilinder                               | Dwarsgeplaatste luchtgekoelde staande eencilinder                               | Dwarsgeplaatste luchtgekoelde staande eencilinder                               | Dwarsgeplaatste luchtgekoelde staande eencilinder                                           | Dwarsgeplaatste luchtgekoelde staande eencilinder | Dwarsgeplaatste luchtgekoelde staande eencilinder |
| Boring                 | 59 mm                                             | 59 mm                                                                           | 59 mm                                                                           | 59 mm                                                                           | 59 mm                                                                                       | 59 mm                                             | 59 mm                                             |
| Slag                   | 72 mm                                             | 72 mm                                                                           | 72 mm                                                                           | 72 mm                                                                           | 72 mm                                                                                       | 73 mm                                             | 73 mm                                             |
| Cilinderinhoud         | 196,8 cc                                          | 196,8 cc                                                                        | 196,8 cc                                                                        | 196,8 cc                                                                        | 196,8 cc                                                                                    | 199,6 cc                                          | 199,6 cc                                          |
| Carburateur(s)         | Villiers Type 4/5                                 | Villiers Type 4/5                                                               | Villiers Type 4/5                                                               | Villiers Type 4/5                                                               | 1954-1955: Villiers Type S.24 1956-1957: Villiers Type S.25 1958-1959: Villiers Type S.25/2 | Amal Type 376/231                                 | Amal Type 376/231                                 |
| Smeersysteem           | Mengsmering                                       | Mengsmering                                                                     | Mengsmering                                                                     | Mengsmering                                                                     | Mengsmering                                                                                 | Mengsmering                                       | Mengsmering                                       |
| Primaire aandrijving   | Ketting                                           | Ketting                                                                         | Ketting                                                                         | Ketting                                                                         | Ketting                                                                                     | Ketting                                           | Ketting                                           |
| Versnellingen          | 3                                                 | 3                                                                               | 3                                                                               | 3                                                                               | 3 of 4 op de Mk 8E-motoren 3 op de Mk 10E-motoren                                           | 4                                                 | 4                                                 |
| Secundaire aandrijving | Ketting                                           | Ketting                                                                         | Ketting                                                                         | Ketting                                                                         | Ketting                                                                                     | Ketting                                           | Ketting                                           |
| Rijwielgedeelte        | Enkel wiegframe                                   | Enkel wiegframe                                                                 | Enkel wiegframe                                                                 | Enkel wiegframe                                                                 | Enkel wiegframe                                                                             | Enkel wiegframe                                   | Enkel wiegframe                                   |
| Voorvork               | Girder                                            | Dunlop telescoop met rubber vering, vanaf 1951: AMC-telescoop met schroefvering | Dunlop telescoop met rubber vering, vanaf 1951: AMC-telescoop met schroefvering | Dunlop telescoop met rubber vering, vanaf 1951: AMC-telescoop met schroefvering | AMC-Telescoop                                                                               | AMC-Telescoop                                     | AMC-Telescoop                                     |
| Achtervork             | Star                                              | Star                                                                            | Star                                                                            | Plunjervering                                                                   | swingarm                                                                                    | swingarm                                          | swingarm                                          |
| Remmen                 | Trommelremmen                                     | Trommelremmen                                                                   | Trommelremmen                                                                   | Trommelremmen                                                                   | Trommelremmen                                                                               | Trommelremmen                                     | Trommelremmen                                     |
| Tankinhoud             | 10 liter                                          | 10 liter                                                                        | 10 liter                                                                        | 10 liter                                                                        | ca. 12½ liter                                                                               | ca. 12½ liter                                     | ca. 12½ liter                                     |